# 13125 Tobolsk
A 13125 Tobolsk (ideiglenes jelöléssel 1994 PK5) a Naprendszer kisbolygóövében található aszteroida. Eric Walter Elst fedezte fel 1994. augusztus 10-én.